# کویچی فوکودا
کویچی فوکودا (به انگلیسی: Koichi Fukuda) متولد ۱۹۷۵، در اوزاکا ژاپن یک نوازنده آمریکایی-ژاپنی و گیتارلید پیشین گروه استاتیک ایکس Static-X بوده است.